# Zond
Zond (russisch Зонд, Aussprache [ˈzɔnd], im Deutschen auch als Sond bezeichnet) ist der Name einer Serie von sowjetischen Raumsonden aus den Jahren 1964–1970. Die Flugkörper Zond 1 bis 3 hatten ihren Ursprung im Projekt eines gemeinsamen Raumsondentyps für Missionen zu Venus und Mars. Zond 4 bis 8 waren unbemannte Tests der Kommandokapsel des sowjetischen bemannten Mondprogramms.
Dieses heterogene Programm war eine Besonderheit der Zond-Flugkörper, die einen großteils identischen Aufbau hatten. Einerseits dienten sie für Versuchszwecke (zum Beispiel Bahnmanöver oder Tests für Landeanflug-Techniken), andererseits der Verschleierung der Vorbereitungen zur bemannten Mondlandung. Denn die Anfänge der Mondflüge (seit 1959) waren von vielen Fehlschlägen beider Supermächte begleitet, welche die Sowjetunion – im Gegensatz zu den USA – zu verheimlichen trachtete. Die „inoffiziellen“ Tests zur Vorbeugung weiterer Fehlstarts, verstummender Sonden oder missglückter Bahn- und Landemanöver wurden daher ab 1964 im Zond-Programm gebündelt.
Dieser Politik entsprechend, wurde beispielsweise von den Flügen zur Venus und zum Mars zunächst nur verlautbart, sie dienten der Erforschung des interplanetaren Raums. Nach dem Erfolg der Apollo-Missionen wurde das im Westen nur unvollständig bekannte Sondenprogramm 1969/70 eingestellt.

## Die Planetensonden

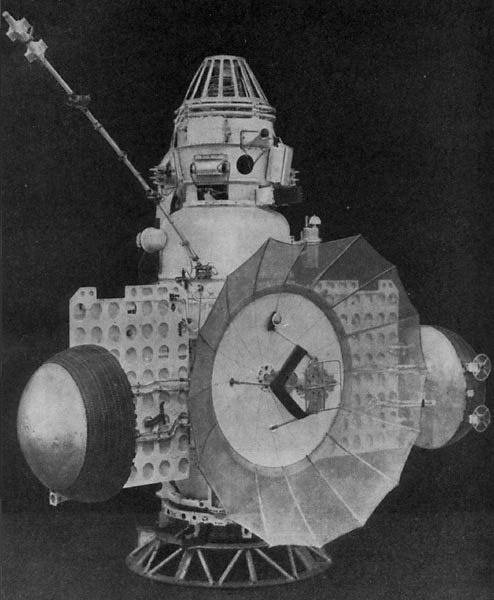
Zond 2

- Kosmos 21 (gestartet am 11. November 1963 mit einer Molnija-Rakete) war der technologische Prototyp der neuen Raumsonden. Sie verfügte über eine 270 kg schwere Landekapsel und sollte auf eine erdbahnähnliche Sonnenumlaufbahn mit 5 Grad Neigung zur Ekliptik gebracht werden. Nach einem halben Jahr sollte die Sonde wieder in Erdnähe gelangen und dann die Kapsel testweise absetzen. Das wäre das erste Objekt gewesen, das mit zweiter kosmischer Geschwindigkeit aus dem Weltraum zurückgekehrt wäre. In Regierungsdokumenten wurde die Sonde als Objekt-Sond bezeichnet. Wegen Versagens der vierten Stufe Block-L verblieb die Sonde im Erdorbit und konnte ihre Aufgabe nicht erfüllen.[1]

- Kosmos 27 (gestartet am 27. März 1964 mit einer Molnija-Rakete) war eine Raumsonde zur Venus. Sie war identisch mit Zond 1, erreichte jedoch nur die Erdumlaufbahn und erhielt deshalb eine Kosmos-Tarnbezeichnung. Zudem sollte am 19. Februar 1964 ein weiterer Ingenieurtest (Objekt-Sond) der neuen Raumsonde erfolgen; die Trägerrakete versagte jedoch, so dass keine Erdumlaufbahn erreicht wurde.

- Zond 1 (gestartet am 2. April 1964 mit einer Molnija-Rakete) war ebenfalls eine Raumsonde zur Venus. Sie sollte ebenso wie Kosmos 27 eine Landekapsel absetzen, die auf der Venus aufschlagen sollte. Der Hauptkörper der Sonde wurde undicht, als das Glasfenster eines Sternen/Solar-Sensors des Orientierungssystems brach. Durch die Enthermetisierung wurde ein Kurzschluss in der Sonde ausgelöst, der die Sender der Sonde zerstörte. Der Kontakt mit dem landereigenen Funksystem ging am 25. Mai 1964 verloren. Durch Zeitgeber wurden automatisch zwei Bahnkorrekturen in 560.000 Kilometer und 13 bis 14 Millionen Kilometer Entfernung von der Erde ausgeführt. Das waren die ersten erfolgreichen Bahnkorrekturen auf einer sowjetischen interplanetaren Raumsonde. Die tote Sonde zog am 19. Juli 1964 in 110.000 Kilometer Entfernung an der Venus vorbei.[2]

- Zond 2 (gestartet am 30. November 1964 mit einer Molnija-Rakete) war eine Marssonde, die am Roten Planeten vorbeifliegen und dabei Messungen und Fotos machen sollte. Eines der beiden Solarmodule entfaltete sich jedoch nicht, so dass die Stromversorgung mit zunehmender Sonnenentfernung immer kritischer wurde. Am 14. Mai 1965 ging der Funkkontakt mit der Sonde verloren. Am 6. August 1965 passierte die stumme Sonde in nur 1500 km Entfernung den Mars.

- Zond 3 (gestartet am 18. Juli 1965 mit einer Molnija-Rakete) war ursprünglich als Marssonde geplant, wurde jedoch aufgrund von Startverzögerungen und dem Schließen des Mars-Startfensters zum Mond geschickt. Sie erprobte beim Vorbeiflug am Mond (in 9200 km Entfernung) ein Kamerasystem und andere Experimente. Die Sonde lieferte anschließend noch aus einer Entfernung von 153,3 Mio. km Daten aus dem interplanetaren Raum.

## Die Mondsonden

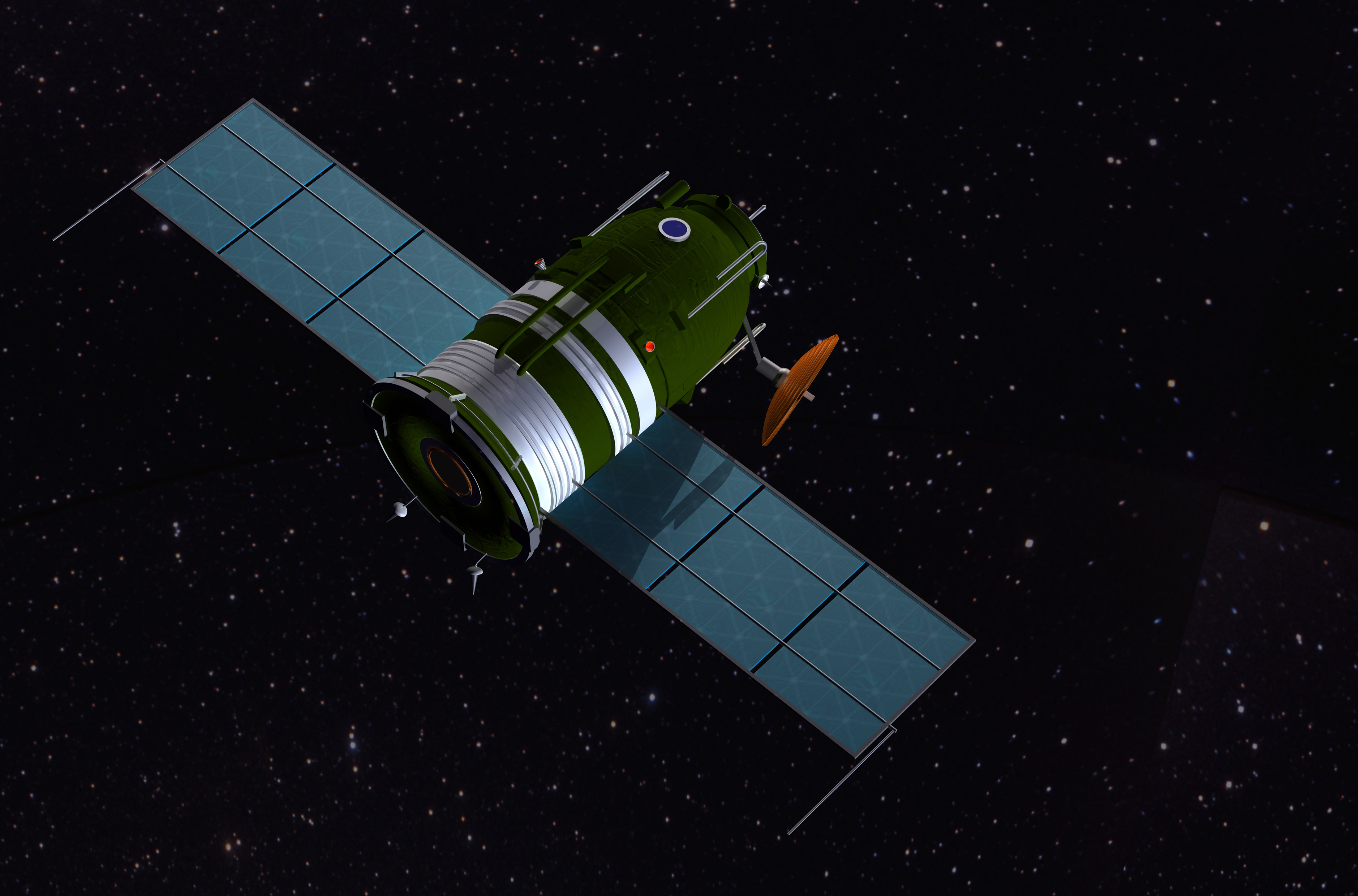
Illustration von Zond 4 bis 8

Zond 4 bis 8 waren weitgehend identische Sonden mit Startmassen von 5140 bis 5390 kg, die mit einer vierstufigen Version (UR-500K, GRAU-Index 8K82K) der Proton-Rakete mit dem Blok-D (GRAU-Index 11S824) als Oberstufe gestartet wurden. Mit Wirkung vom 25. Oktober 1965 wurde das ursprüngliche Umrundungsprojekt UR-500/LK-1 (OKB-52 von Tschelomej) in das Projekt UR-500/L1 überführt und ging damit in wesentlichen Teilen an die Forschungsgruppe OKB-1 des Raketenpioniers Sergei Koroljow über. Beim Raumschiff handelte es sich jetzt um eine spezielle Version (7K-L1; GRAU-Index 11F91) des Sojus-Raumschiffes, abgeleitet aus dem Sojus-A-Raumschiff des bemannten Mondprogramms, die zuerst unbemannt erprobt werden sollten.
Sie wurden dazu auf eine Bahn befördert, die um den Mond herum- und zur Erde zurückführte. Ein erster kurzer Eintritt in die Atmosphäre sollte über der südlichen Hemisphäre erfolgen und die Geschwindigkeit durch Aerobraking soweit abbremsen, dass ein kontrollierter und von der Besatzung erträglicher endgültiger Eintritt mit einer Landung im üblichen Gebiet in Kasachstan möglich wurde. Wegen der fehlenden exakten Bahndaten nach dem Südpol-Dip waren keine Präzisionslandungen möglich. Ein alternatives präziseres Rückkehrprofil mit Ersteintritt über dem Nordpol und Wasserung im Indischen Ozean wurde ebenfalls erprobt. Beide Profile setzten eine sehr genaue Rückführung vom Mond und sehr exakte Lageregelung des Rückkehrteils voraus. Diese Probleme konnten letztlich gelöst werden. Ursprünglich waren die bemannten Mondumfliegungen im Zeitraum August bis Oktober 1967, zu Ehren des 50. Jahrestages der Oktoberrevolution, geplant. Letztlich wurde der unbemannte Teil dieses Programms mit drei Jahren Verzögerung und der Flugqualifizierung des Systems abgeschlossen.
- Zond 4 (s/n 6L):  gestartet am 2. März 1968 mit einer Proton-K-Rakete trat nach einem Tiefraumflug (wahrscheinlich aus „Geheimhaltungsgründen“ war die Bahn um 180° gegenüber dem Mond versetzt) beim Wiedereintritt sehr genau in den Abstiegskorridor ein, jedoch versagte ein Sternensensor, womit eine exakte Lageregelung für den zweiteiligen Abstieg unmöglich wurde. Der daraufhin folgende rein ballistische Abstieg mit Belastungen von bis zu 20 g hätte zu einer Landung in Afrika geführt. Zond 4 wurde in 10 bis 15 km Höhe über dem Golf von Guinea automatisch gesprengt.[3]
- Zond 5 (s/n 9L):  gestartet am 15. September 1968 mit einer Proton-K-Rakete, umflog den Mond und näherte ihm sich dabei bis auf 1960 km. Das System zur Astronavigation war wegen einer fehlerhaft gefertigten Schutzkappe ausgefallen, daher war ein präzises Erreichen des Korridors für einen geteilten Abstieg mit Landung in der Sowjetunion nicht möglich. Das Raumschiff wurde jedoch nach einem direkten ballistischen Abstieg im Indischen Ozean geborgen.[4] Eine Besatzung hätte diesen Flug (evtl. mit Verletzungen) überstehen können. Der insgesamt erfolgreiche Test der Kapsel, die auch zwei Vierzehenschildkröten, Insekten und andere kleinere Lebewesen enthielt, führten bei der NASA zum Vorziehen der Mondumkreisung von Apollo 8.
- Zond 6 (s/n 12L): gestartet  am 10. November 1968 mit einer Proton-K-Rakete umflog den Mond, zerschellte jedoch bei einer zu harten Landung in Kasachstan. Der geplante zweiteilige Abstieg gelang hierbei erstmals. Bereits während des Rückfluges vom Mond kam es zur Dekompression der Rückkehrkapsel. Eine Besatzung ohne Raumanzüge (zwecks Gewichtsersparnis war dies so geplant) hätte diese Störung nicht überlebt. Die Dekompression führte auf Grund der unter Vakuum mangelnden Kühlung zu Problemen in der Bordelektronik. Der  Hauptschirm entfaltete sich aufgrund eines durch die Störung zu früh gegebenen Signals der Automatik und wurde in großer Höhe (ca. 5000 m) abgeworfen, auch die Fehlfunktion des Bremsschirmsystems ging auf die der Dekompression folgenden Defekte zurück. Selbst eine Raumanzüge tragende Besatzung hätte zumindest den Absturz nicht überlebt. Eine Filmkassette mit Aufnahmen des Mondes und der Erde konnte jedoch geborgen werden. Die harte Landung erfolgte mit der besten Präzision des gesamten Programms nur 16 km vom Zielpunkt und ca. 75 km vom Startort entfernt.[5]
- Zond 7 (s/n 11L):  gestartet am 7. August 1969 mit einer Proton-K-Rakete war die erste komplett erfolgreiche Mission innerhalb des Zond-4–8-Programms. Die weiche Landung südlich der kasachischen Stadt Kustanai erfolgte mit einer Abweichung von 47,5 km vom geplanten Aufsetzpunkt. Eine Schildkröte an Bord überstand den Siebentage-Flug ohne Wasser und Nahrung.[6] Diesen Flug hätte auch eine Besatzung mit Sicherheit schadlos überstanden. Zu diesem Zeitpunkt war jedoch die erste US-amerikanische Mondlandungsmission von Apollo 11 erfolgreich abgeschlossen.
- Zond 8 (s/n 14L): gestartet am 20. Oktober 1970 mit einer Proton-K-Rakete kam entgegen häufig vertretener Ansicht nicht vom Kurs ab. Diese nach erfolgreichen US-amerikanischen Mondlandungen normalerweise gar nicht mehr genehmigungsfähige Mission testete ein alternatives Rückkehrprofil für das zu dieser Zeit noch laufende N1-L3-Programm und ging nach einem ersten Aerobrake über dem Nordpol planmäßig im Indischen Ozean mit ca. 25 km Abweichung vom Zielpunkt und ca. 12 km entfernt vom Bergungsschiff Taman nieder. Die exakte Position der gewasserten Kapsel konnte nach 7 min festgestellt werden. Die anschließende Bergung des Raumschiffes war 1:26 h nach der Wasserung abgeschlossen.[7] Diesen Flug hätte eine Besatzung ebenfalls unbeschadet überstehen können. Der Vorteil dieser alternativen Rückkehrbahn lag in einer präzisen Erfassung der Bahndaten von Radarstationen auf sowjetischem Hoheitsgebiet nach dem ersten Eintritt. Damit wurden eine exakte Bestimmung des finalen Landeortes oder/und nach einer mit diesen Daten erfolgenden Korrektur für den zweiten Abschnitt Präzisionslandungen möglich. Allerdings erfolgten diese Wasserungen dann außerhalb des Territoriums der UdSSR.

Neben diesen offiziell benannten Zond-Sonden gab es auch fünf Fehlstarts im Zond-Programm. Der erste Start des Gesamtsystems erfolgte unter der Tarnbezeichnung Kosmos-146 am 10. März 1967.
Bei den Startvorbereitungen der Zond mit der Seriennummer 8L wurde am 14. Juli 1968 ein Tank der Proton-Rakete fälschlicherweise unter zu hohen Druck gesetzt. Der für 43 bar zugelassene Tank zerbarst bei einem Druck von 210 bar. Trümmer der teilweise betankten Rakete wurden mit großer Wucht im Startturm umher- und aus ihm herausgeschleudert. Ein Mitglied des Bodenpersonals wurde dabei am Kopf tödlich verletzt. Es nahm insgesamt fast vier Wochen in Anspruch, die Pyroladungen zu entschärfen, den teilweise toxischen Treibstoff zu enttanken, die Trümmer zu entfernen und die Rakete für den Abtransport zu demontieren. Das Raumschiff blieb weitgehend unbeschädigt.
Zwei verbliebene Zond-Kapseln (s/n 10L und 15L) wurden konserviert, traten nie einen Flug an und sind heute als Museumsstücke die letzten noch verbliebene Relikte dieses Programms.